# クーハン
クーハン（仏：couffin）とは、生後3か月程度までの新生児を寝かし付けたり持ち運んだりするための籠（あるいは上部が開いたバッグ状のもの）の一種である。ベビーキャリーとも。

## 概要
クーハンは、籠に乳幼児を寝かし付けるための寝具としての機能を付加したもので、持ち運びの便が良いように丈夫な取っ手が取り付けられている。元々中世フランスの農民らが日本におけるエジコのように、農作業中に目の届く場所に乳児を置くために利用していたもので、当時のものには乳児が勝手に這い出さないよう固定するための紐も取り付けられていた。
新生児は「首が据わる」までは柔らかく、また安定せず、それを支える抱き方もあるが、慣れないうちはうまく持てない事もあるため、新生児を安定して持ち上げたり、あるいは簡易のベッド（ベビーベッド）としても利用される。日本では1990年代より少子化と晩婚化が進行したが、反面でDINKsに代表されるように第一子をもうけるまでに経済的余裕も出て、洗練されたライフスタイルで生活にこだわりを見せる者も増えている。その延長で「子育てもファッショナブルに」という指向が強まり、従来のベビーカーやおんぶ以外に、素朴な風合いのものから装飾されたものまで、様々なクーハンが利用されるようになった傾向が見られる。
なお、チャイルドシートの内には、乳幼児を車に乗せるための「ベビーシート」と呼ばれるものもあり、この内にクーハンのように持ち運びに便利なように大きな取っ手の取り付けられた製品も見られる。

## クーハンと事故
ただクーハンで新生児を運搬する場合、基本的に片腕で支えて運ぶことになるため、長時間の運搬には向かない。持ち直そうとして手が滑り、取り落とす可能性もあり、必ず安定した台の上などに一旦置いて持ち替えたほうが安全である。
これにまつわる事故も報告されており、前述の取り、落として投げ出され頭部を強打し、重傷を負ったケースが知られている。またチャイルドシート普及前のフランスでは、育児書中にも「自動車に乗せるときは後部座席でクーハンに入れて母親が支える」などの記述もあった。しかし、事故事例では交通事故や急ブレーキの際にクーハンごと投げ出されたりするケースも報告されている。